# ホウエン順のポケモン一覧
ホウエン順のポケモン一覧（ホウエンじゅんのポケモンいちらん）では、ポケットモンスターシリーズに登場する1025種類のポケモンのうち、『ポケットモンスター ルビー・サファイア』および『ポケットモンスター エメラルド』におけるホウエン地方のポケモン図鑑に登場する202種類と、『ポケットモンスター オメガルビー・アルファサファイア』で追加された9種類をホウエン図鑑の番号順に列記する。
『オメガルビー・アルファサファイア』では、『ルビー・サファイア・エメラルド』の「ホウエンずかん」の順番を基に、ジバコイル（レアコイルの後）、ドサイドン（サイドンの後）、エルレイド（サーナイトの後）、ダイノーズ（ノズパスの後）、スボミー（ロゼリアの前）、ロズレイド（ロゼリアの後）、ヨノワール（サマヨールの後）、リーシャン（チリーンの前）、ユキメノコ（オニゴーリの後）が加わり、全211種類となっている。

## 『ルビー・サファイア・エメラルド』での一覧
1. キモリ
2. ジュプトル
3. ジュカイン
4. アチャモ
5. ワカシャモ
6. バシャーモ
7. ミズゴロウ
8. ヌマクロー
9. ラグラージ
10. ポチエナ
11. グラエナ
12. ジグザグマ
13. マッスグマ
14. ケムッソ
15. カラサリス
16. アゲハント
17. マユルド
18. ドクケイル
19. ハスボー
20. ハスブレロ
21. ルンパッパ
22. タネボー
23. コノハナ
24. ダーテング
25. スバメ
26. オオスバメ
27. キャモメ
28. ペリッパー
29. ラルトス
30. キルリア
31. サーナイト
32. アメタマ
33. アメモース
34. キノココ
35. キノガッサ
36. ナマケロ
37. ヤルキモノ
38. ケッキング
39. ケーシィ
40. ユンゲラー
41. フーディン
42. ツチニン
43. テッカニン
44. ヌケニン
45. ゴニョニョ
46. ドゴーム
47. バクオング
48. マクノシタ
49. ハリテヤマ
50. トサキント
51. アズマオウ
52. コイキング
53. ギャラドス
54. ルリリ
55. マリル
56. マリルリ
57. イシツブテ
58. ゴローン
59. ゴローニャ
60. ノズパス
61. エネコ
62. エネコロロ
63. ズバット
64. ゴルバット
65. クロバット
66. メノクラゲ
67. ドククラゲ
68. ヤミラミ
69. クチート
70. ココドラ
71. コドラ
72. ボスゴドラ
73. ワンリキー
74. ゴーリキー
75. カイリキー
76. アサナン
77. チャーレム
78. ラクライ
79. ライボルト
80. プラスル
81. マイナン
82. コイル
83. レアコイル
84. ビリリダマ
85. マルマイン
86. バルビート
87. イルミーゼ
88. ナゾノクサ
89. クサイハナ
90. ラフレシア
91. キレイハナ
92. ドードー
93. ドードリオ
94. ロゼリア
95. ゴクリン
96. マルノーム
97. キバニア
98. サメハダー
99. ホエルコ
100. ホエルオー
101. ドンメル
102. バクーダ
103. マグマッグ
104. マグカルゴ
105. コータス
106. ベトベター
107. ベトベトン
108. ドガース
109. マタドガス
110. バネブー
111. ブーピッグ
112. サンド
113. サンドパン
114. パッチール
115. エアームド
116. ナックラー
117. ビブラーバ
118. フライゴン
119. サボネア
120. ノクタス
121. チルット
122. チルタリス
123. ザングース
124. ハブネーク
125. ルナトーン
126. ソルロック
127. ドジョッチ
128. ナマズン
129. ヘイガニ
130. シザリガー
131. ヤジロン
132. ネンドール
133. リリーラ
134. ユレイドル
135. アノプス
136. アーマルド
137. ププリン
138. プリン
139. プクリン
140. ヒンバス
141. ミロカロス
142. ポワルン
143. ヒトデマン
144. スターミー
145. カクレオン
146. カゲボウズ
147. ジュペッタ
148. ヨマワル
149. サマヨール
150. トロピウス
151. チリーン
152. アブソル
153. ロコン
154. キュウコン
155. ピチュー
156. ピカチュウ
157. ライチュウ
158. コダック
159. ゴルダック
160. ソーナノ
161. ソーナンス
162. ネイティ
163. ネイティオ
164. キリンリキ
165. ゴマゾウ
166. ドンファン
167. カイロス
168. ヘラクロス
169. サイホーン
170. サイドン
171. ユキワラシ
172. オニゴーリ
173. タマザラシ
174. トドグラー
175. トドゼルガ
176. パールル
177. ハンテール
178. サクラビス
179. ジーランス
180. サニーゴ
181. チョンチー
182. ランターン
183. ラブカス
184. タッツー
185. シードラ
186. キングドラ
187. タツベイ
188. コモルー
189. ボーマンダ
190. ダンバル
191. メタング
192. メタグロス
193. レジロック
194. レジアイス
195. レジスチル
196. ラティアス
197. ラティオス
198. カイオーガ
199. グラードン
200. レックウザ
201. ジラーチ
202. デオキシス

## 『オメガルビー・アルファサファイア』での一覧
* マークの付いたポケモンは『オメガルビー・アルファサファイア』で追加されたポケモンである。
1. キモリ
2. ジュプトル
3. ジュカイン
4. アチャモ
5. ワカシャモ
6. バシャーモ
7. ミズゴロウ
8. ヌマクロー
9. ラグラージ
10. ポチエナ
11. グラエナ
12. ジグザグマ
13. マッスグマ
14. ケムッソ
15. カラサリス
16. アゲハント
17. マユルド
18. ドクケイル
19. ハスボー
20. ハスブレロ
21. ルンパッパ
22. タネボー
23. コノハナ
24. ダーテング
25. スバメ
26. オオスバメ
27. キャモメ
28. ペリッパー
29. ラルトス
30. キルリア
31. サーナイト
32. エルレイド*
33. アメタマ
34. アメモース
35. キノココ
36. キノガッサ
37. ナマケロ
38. ヤルキモノ
39. ケッキング
40. ケーシィ
41. ユンゲラー
42. フーディン
43. ツチニン
44. テッカニン
45. ヌケニン
46. ゴニョニョ
47. ドゴーム
48. バクオング
49. マクノシタ
50. ハリテヤマ
51. トサキント
52. アズマオウ
53. コイキング
54. ギャラドス
55. ルリリ
56. マリル
57. マリルリ
58. イシツブテ
59. ゴローン
60. ゴローニャ
61. ノズパス
62. ダイノーズ*
63. エネコ
64. エネコロロ
65. ズバット
66. ゴルバット
67. クロバット
68. メノクラゲ
69. ドククラゲ
70. ヤミラミ
71. クチート
72. ココドラ
73. コドラ
74. ボスゴドラ
75. ワンリキー
76. ゴーリキー
77. カイリキー
78. アサナン
79. チャーレム
80. ラクライ
81. ライボルト
82. プラスル
83. マイナン
84. コイル
85. レアコイル
86. ジバコイル*
87. ビリリダマ
88. マルマイン
89. バルビート
90. イルミーゼ
91. ナゾノクサ
92. クサイハナ
93. ラフレシア
94. キレイハナ
95. ドードー
96. ドードリオ
97. スボミー*
98. ロゼリア
99. ロズレイド*
100. ゴクリン
101. マルノーム
102. キバニア
103. サメハダー
104. ホエルコ
105. ホエルオー
106. ドンメル
107. バクーダ
108. マグマッグ
109. マグカルゴ
110. コータス
111. ベトベター
112. ベトベトン
113. ドガース
114. マタドガス
115. バネブー
116. ブーピッグ
117. サンド
118. サンドパン
119. パッチール
120. エアームド
121. ナックラー
122. ビブラーバ
123. フライゴン
124. サボネア
125. ノクタス
126. チルット
127. チルタリス
128. ザングース
129. ハブネーク
130. ルナトーン
131. ソルロック
132. ドジョッチ
133. ナマズン
134. ヘイガニ
135. シザリガー
136. ヤジロン
137. ネンドール
138. リリーラ
139. ユレイドル
140. アノプス
141. アーマルド
142. ププリン
143. プリン
144. プクリン
145. ヒンバス
146. ミロカロス
147. ポワルン
148. ヒトデマン
149. スターミー
150. カクレオン
151. カゲボウズ
152. ジュペッタ
153. ヨマワル
154. サマヨール
155. ヨノワール*
156. トロピウス
157. リーシャン*
158. チリーン
159. アブソル
160. ロコン
161. キュウコン
162. ピチュー
163. ピカチュウ
164. ライチュウ
165. コダック
166. ゴルダック
167. ソーナノ
168. ソーナンス
169. ネイティ
170. ネイティオ
171. キリンリキ
172. ゴマゾウ
173. ドンファン
174. カイロス
175. ヘラクロス
176. サイホーン
177. サイドン
178. ドサイドン*
179. ユキワラシ
180. オニゴーリ
181. ユキメノコ*
182. タマザラシ
183. トドグラー
184. トドゼルガ
185. パールル
186. ハンテール
187. サクラビス
188. ジーランス
189. サニーゴ
190. チョンチー
191. ランターン
192. ラブカス
193. タッツー
194. シードラ
195. キングドラ
196. タツベイ
197. コモルー
198. ボーマンダ
199. ダンバル
200. メタング
201. メタグロス
202. レジロック
203. レジアイス
204. レジスチル
205. ラティアス
206. ラティオス
207. カイオーガ
208. グラードン
209. レックウザ
210. ジラーチ
211. デオキシス